# 3-Hydroxyflavone
Le 3-hydroxyflavone ou flavonol est un composé organique de synthèse. Sa strucutre est à la base d'un sous-groupe de la famille des flavonoïdes, les flavonols.